# انحصار خرید

A monopsonist employer maximizes profits by choosing the employment level L, that equates the marginal revenue product (MRP) to the marginal cost MC, at point A. The wage is then determined on the labour supply curve, at point M, and is equal to w. By contrast, a competitive labour market would reach equilibrium at point C, where labour supply S equals demand. This would lead to employment L' and wage w'.

انحصار خرید یا مونوپسونی (به انگلیسی: Monopsony) در علم اقتصاد، گونه‌ای از ساختار بازار است، که در آن، یک خریدار در برابر تعداد زیادی فروشنده قرار دارد. انحصار خرید شبیه به مونوپولی (یا بازار در انحصار فروشنده) است، با این تفاوت که انحصار در دست خریدار می‌باشد.
برای مثال شرکت وال‌مارت توانسته‌است به عنوان بزرگترین شرکت خرده‌فروشی جهان، شرایط خاصی را برای خود فراهم کند و با قدرت بالای خرید، تمامی تأمین کنندگان و تولیدکنندگان را تحت شرایطی مشابه به انحصار خرید خود قرار دهد.
شرکت خریداری که از شرایط انحصار خرید بهره می‌برد، در مواردی حتی شرایط قرارداد را برای تولیدکنندگان دیکته می‌کند.